# ヴェガ島
座標: 南緯63度50分 西経57度25分 / 南緯63.833度 西経57.417度

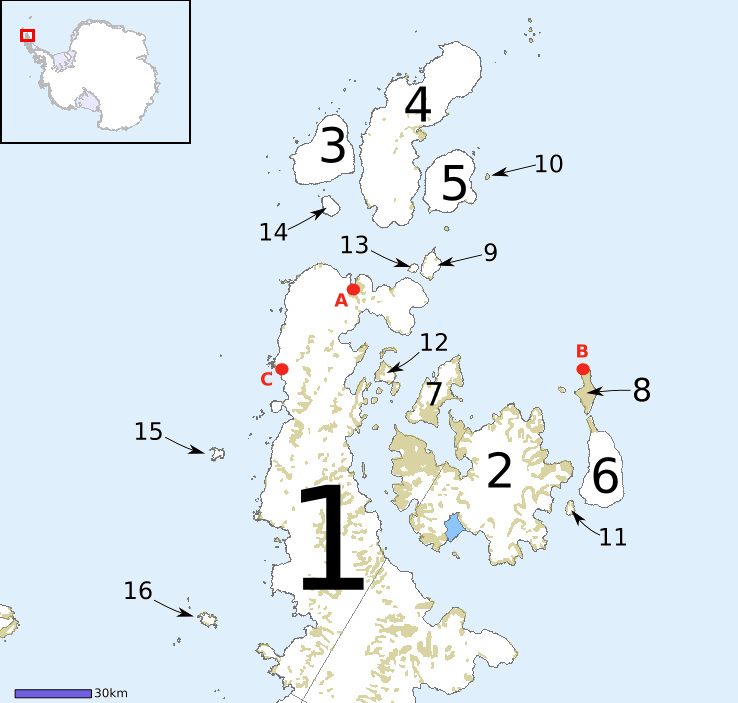
グレアムランド北部と周辺の島々
1 南極半島（トリニティ半島）、2 ジェイムズ・ロス島、3 デュルヴィル島、4 ジョインビル島、5 ダンディー島、6 スノー・ヒル島、7 ヴェガ島、8 シーモア島、9 アンダーソン島、10 ポーレット島、11 ロッキャー島、12 イーグル島、13 ヨナセン島、14 ブランスフィールド島、15 アストロラーベ島、16 タワー島

ヴェガ島(Vega Island)は、南極半島北東端付近のジェイムズ・ロス島の北西にある小さな島である。